# Chlorotherion consimilis
Chlorotherion consimilis là một loài bọ cánh cứng trong họ Cerambycidae.